# Niedernsill
Niedernsill é um município da Áustria, situado no distrito de Zell am See, no estado de Salzburgo. Tem 57,44 km² de área e sua população em 2019 foi estimada em 2.721 habitantes.